# Rue Josse Impens
Pour les articles homonymes, voir Josse et Impens.
La rue Josse Impens (en néerlandais : Josse Impensstraat) est une rue bruxelloise de la commune de Schaerbeek qui va de la rue des Pâquerettes à l'avenue Jan Stobbaerts en passant par la rue Fontaine d'Amour, l'avenue Général Eisenhower et la rue Frans Binjé.
La rue porte le nom du peintre belge Josse Impens (1840-1905). La dénomination de la rue date de 1909.
Anciennement, elle formait, avec la rue Auguste Lambiotte, la Petite rue au Bois, qui menait au bois de Linthout aux confins de Woluwe-Saint-Lambert.

## Adresse notable
- no 125 : Institut de l'Annonciation